# Spoken
Gli Spoken sono un gruppo musicale christian rock di Nashville (Tennensee) formatosi nel 1996. Hanno pubblicato 9 album in studio presso la Tooth & Nail e la E1 Music.

## Storia
La band Spoken si è formata a Nashville, Tennessee, nel 1996. Inizialmente, il trio di amici ha debuttato nel 1997 con il loro primo album, On Your Feet. In seguito hanno pubblicato due album intitolati...What Remains ed Echoes of the Spirit Still Dwell.
Nel 2003 la band lascia l'etichetta discografica E1 Music per entrare nell'etichetta cristiana Tooth & Nail, con cui hanno pubblicato tre album. A questo punto, gli Spoken rilasciano gli album A Moment of Imperfect Clarity, Last Chance to Breathe e Illusion.

## Stile musicale
Gli Spoken sono stati descritti come christian rock, christian metal e metalcore con influenze emo e pop punk.